# Nationaal park Liesjärvi
Nationaal park Liesjärvi (Fins: Liesjärven kansallispuisto/ Zweeds: Liesjärvi nationalpark) is een nationaal park in Kanta-Häme in Finland. Het park werd opgericht in 1956 en is 22 vierkante kilometer groot. Het landschap bestaat uit meren en bossen.